# Интерколумний

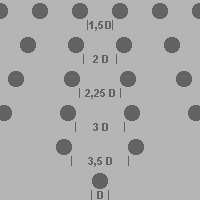
Стандарты интерколумния

Интерколумний (лат.  intercolumnium) — расстояние между соседними колоннами в  колоннаде или портике в  ордерной архитектуре.

## Стандарты интерколумниев по трактату Витрувия «Десять книг об архитектуре» (13 г. до н.э.)
Витрувий описывает следующие стандарты для интерколумния:
- Пикностиль (плотная установка) — 1½ диаметра колонны;
- Систиль (суженная установка) — 2 диаметра;
- Евстиль (наилучшая установка) — 2¼ диаметра;
- Диастиль (расширенная установка) — 3 диаметра;
- Ареостиль (широкая установка) — 4 диаметра или больше, что требует деревянного архитрава вместо каменного[1].